# الکتریسیته دو فرانس

نیروگاه هسته‌ای کاتانوم متعلق به شرکت الکتریسیته دو فرانس، در کاتنم، فرانسه

الکتریسیته دو فرانس (به فرانسوی: Électricité de France) یا ئه‌ده‌اف شرکت برق فرانسوی و چندملیتی است، که دومین شرکت بزرگ برق در جهان می‌باشد و دفتر مرکزی آن در شهر پاریس قرار دارد.
این شرکت در سال ۲۰۱۰ بالغ بر ۶۵ میلیارد یورو درآمد کسب نمود و با ظرفیت تولید بیش از ۱۲۰،۰۰۰ مگاوات، مجموعه گوناگونی از خدمات را در اروپا، آمریکای جنوبی، آمریکای شمالی، آسیا، خاورمیانه و آفریقا ارائه کرده‌است.
شرکت الکتریسیته دو فرانس یکی از بزرگترین تولیدکنندگان برق در جهان است. این شرکت فرانسوی در سال ۲۰۰۳ بیش از ۲۲ درصد از برق مورد نیاز اتحادیه اروپا را تأمین نمود، که از منابع مختلف جهت تولید این میزان انرژی الکتریکی بهره برد، که معادل ۷۴٫۵٪ از انرژی هسته‌ای، ۱۶٫۲٪ از نیروی برق‌آبی، ۱۰٫۲٪ از انرژی حرارتی و ۰٫۱٪ نیز از طریق توان بادی و سایر منابع تجدیدپذیر تأمین کرده است.
الکتریسیته دو فرانس در مجموع دارای ۵۶ راکتور هسته‌ای فعال در بیش از ۱۸ نیروگاه هسته‌ای مستقر در فرانسه می‌باشد، که شامل ۳۲ راکتور ۹۰۰ مگاواتی، ۲۰ راکتور ۱۳۰۰ مگاواتی و ۴ راکتور ۱۴۵۰ مگاواتی را شامل می‌شود. نیروگاه هسته‌ای کاتانوم و نیروگاه کشندی رانس متعلق به این شرکت می‌باشند.